# Анатольев, Станислав Анатольевич
Станислав Анатольевич Анатольев (род. 19 сентября 1969) — российский экономист, эконометрист, профессор экономики Российской экономической школы, директор исследовательского центра «Российская экономическая школа». С 30 мая по 30 сентября 2013 года, после отставки Сергея Гуриева исполнял обязанности ректора РЭШ.

## Биография
В 1992 году С. Анатольев окончил МФТИ по специальности «прикладная математика», затем, в 1995 году — Российскую экономическую школу со степенью магистра экономики. После обучения в России уехал в США, где в 1997 году окончил Висконсинский университет в Мадисоне со степенью магистра экономики, а в 2000 году там же получил докторскую степень Ph.D. по экономике. С 2000 года начинает преподавание в РЭШ. В 2008 году получил пожизненную профессорскую позицию в РЭШ, а в 2010 стал директором магистерской программы.
Работы С. Анатольева были опубликованы в ведущих международных научных изданиях, включая такие престижные, как Econometrica, Econometric Theory, Economics Letters, Journal of Business and Economic Statistics и представлены на многих международных экономических конференциях. Является автором учебника по эконометрике.
В рейтинге RePEc российских экономистов по состоянию на ноябрь 2009 года занимает 5 место. Кроме того осенью 2006 года основал эконометрический журнал на русском языке «Квантиль», где он также является главным редактором.
Женат, один ребёнок.

## Основные публикации

### Метод моментов
1. Inference in regression models with many regressors Архивная копия от 28 ноября 2009 на Wayback Machine, Journal of Econometrics, 2011
2. Specification Testing in Models with Many Instruments Архивная копия от 28 ноября 2009 на Wayback Machine (with Nikolay Gospodinov), Econometric Theory, 2010
3. Instrumental variables estimation of heteroskedastic linear models using all lags of instruments Архивная копия от 27 декабря 2009 на Wayback Machine (with Kenneth West and Ka-fu Wong), Econometric Reviews, 2009
4. Method-of-moments estimation and choice of instruments: numerical computations Архивная копия от 28 ноября 2009 на Wayback Machine, Economics Letters, 2008
5. Optimal instruments in time series: a survey Архивная копия от 28 ноября 2009 на Wayback Machine, Journal of Economic Surveys, 2007
6. Redundancy of lagged regressors revisited Архивная копия от 28 ноября 2009 на Wayback Machine, Econometric Theory (Notes and Problems), 2007
7. GMM, GEL, serial correlation, and asymptotic bias Архивная копия от 28 ноября 2009 на Wayback Machine, Econometrica, 2005
8. The form of the optimal nonlinear instrument for multiperiod conditional moment restrictions Архивная копия от 28 ноября 2009 на Wayback Machine, Econometric Theory, 2003
9. Redundancy of lagged regressors in a conditionally heteroskedastic time series regression Архивная копия от 28 ноября 2009 на Wayback Machine, Econometric Theory (Problems and Solutions), 2003
10. Autoregression and redundant instruments Архивная копия от 28 ноября 2009 на Wayback Machine, Econometric Theory (Problems and Solutions), 2002—2003

### Прогнозирование и предсказуемость временных рядов
1. Modeling financial return dynamics via decomposition Архивная копия от 29 июня 2009 на Wayback Machine (with Nikolay Gospodinov), Journal of Business and Economic Statistics, 2010
2. Nonparametric retrospection and monitoring of predictability of financial returns Архивная копия от 15 июня 2009 на Wayback Machine, Journal of Business and Economic Statistics, 2009
3. Multi-market direction-of-change modeling using dependence ratios Архивная копия от 28 ноября 2009 на Wayback Machine, Studies in Nonlinear Dynamics & Econometrics, 2009
4. Using all observations when forecasting under structural breaks Архивная копия от 28 ноября 2009 на Wayback Machine (with Victor Kitov), Finnish Economic Papers, 2007
5. A trading approach to testing for predictability Архивная копия от 28 ноября 2009 на Wayback Machine (with Alexander Gerko), Journal of Business and Economic Statistics, 2005

### Асимметричные потери
1. Dynamic modeling under linear-exponential loss Архивная копия от 28 ноября 2009 на Wayback Machine, Economic Modelling, 2009
2. Kernel estimation under linear-exponential loss Архивная копия от 28 ноября 2009 на Wayback Machine, Economics Letters, 2006

### Различные эконометрические методы и явления
1. Tests in contingency tables as regression tests Архивная копия от 28 ноября 2009 на Wayback Machine (with Grigory Kosenok), Economics Letters, 2010
2. An alternative to maximum likelihood based on spacings Архивная копия от 28 ноября 2009 на Wayback Machine (with Grigory Kosenok), Econometric Theory (Notes and Problems), 2005
3. Inference when a nuisance parameter is weakly identified under the null hypothesis Архивная копия от 28 ноября 2009 на Wayback Machine, Economics Letters, 2004
4. Serial correlation and asymptotic variance Архивная копия от 28 ноября 2009 на Wayback Machine, Econometric Theory (Problems and Solutions), 2001
5. Conditional and unconditional correlatedness and heteroskedasticity Архивная копия от 28 ноября 2009 на Wayback Machine, Econometric Theory (Problems and Solutions), 2001—2002
6. Nonparametric estimation of nonlinear rational expectations models Архивная копия от 28 ноября 2009 на Wayback Machine, Economics Letters, 1999

### Российский финансовый рынок
1. A 10-year retrospective on the determinants of Russian stock returns Архивная копия от 28 ноября 2009 на Wayback Machine, Research in International Business and Finance, 2008
2. Trade intensity in the Russian stock market: dynamics, distribution and determinants Архивная копия от 28 ноября 2009 на Wayback Machine (with Dmitry Shakin), Applied Financial Economics, 2007
3. The term structure of Russian interest rates Архивная копия от 28 ноября 2009 на Wayback Machine (with Sergey Korepanov), Applied Economics Letters, 2003

### Бутстрап
1. Robustness of residual-based bootstrap to composition of serially correlated errors Архивная копия от 28 ноября 2009 на Wayback Machine, Journal of Statistical Computation and Simulation, 2009
2. Markov chain approximation in bootstrapping autoregressions Архивная копия от 28 ноября 2009 на Wayback Machine (with Andrey Vasnev), Economics Bulletin, 2002

### Панельный анализ
1. Electoral behavior of US counties: a panel data approach Архивная копия от 28 ноября 2009 на Wayback Machine, Economics Bulletin, 2002
2. Durbin-Watson statistic and random individual effects Архивная копия от 28 ноября 2009 на Wayback Machine, Econometric Theory (Problems and Solutions), 2002—2003

### Статьи на русском языке
1. Nonparametric regression Архивная копия от 29 декабря 2009 на Wayback Machine // Квантиль, 2009
2. Where to find data on the Web? Архивная копия от 21 мая 2009 на Wayback Machine (with Alexander Tsyplakov) // Квантиль, 2009
3. Review of English textbooks in time series analysis Архивная копия от 29 декабря 2009 на Wayback Machine // Квантиль, 2008
4. Making econometric reports Архивная копия от 29 декабря 2009 на Wayback Machine // Квантиль, 2008
5. The basics of bootstrapping Архивная копия от 29 декабря 2009 на Wayback Machine // Квантиль, 2007
6. Review of English textbooks in econometrics Архивная копия от 29 декабря 2009 на Wayback Machine // Квантиль, 2007
7. Optimal instruments Архивная копия от 9 июля 2011 на Wayback Machine // Квантиль, 2007
8. Testing for pedictability Архивная копия от 27 ноября 2009 на Wayback Machine // Квантиль, 2006
9. Асимптотические приближения в современной эконометрике Архивная копия от 28 ноября 2009 на Wayback Machine // Экономика и математические методы, 2005
10. Лудить совсем несложно Архивная копия от 4 марта 2016 на Wayback Machine // Юный техник, 1988